# دیگو فالچینلی
دیگو فالچینلی (ایتالیایی: Diego Falcinelli؛ زادهٔ ۲۶ ژوئن ۱۹۹۱) بازیکن فوتبال اهل ایتالیا است.

## باشگاهی
از باشگاه‌هایی که در آن بازی کرده‌است می‌توان به ساسوئولو، یووه استابیا، لانچانو، پروجا، کروتونه، فیورنتینا و بولونیا اشاره کرد.